# Citywest Hotel
Citywest Hotel – największy hotel w Europie.
Znajduje się w stolicy Irlandii Dublinie. W sumie w hotelu znajduje się 774 pokoje sypialniane. Na terenie hotelu znajduje się największe w Europie centrum konferencyjne, które może pomieścić ponad 4100 ludzi, dwa pola golfowe, centrum rekreacyjne oraz Golf Hotel z około 400 pokojami.